# جيمس الثاني ملك قبرص
جيمس الثاني (النغل) ملك قبرص أو جاك الثاني دي لوزينيان (نيقوسيا 1438/1440 - فاماغوستا 10 يوليو  1473) ملك قبرص بين عامي 1463م و1473م، كان الابن غير الشرعي جون الثاني ملك قبرص ‏ وماريتا دي باتراس ‏ والأخ غير الشقيق لسلفه شارلوت ملكة قبرص .

## مطرانية نيقوسيا
كان جيمس مفضلاً للغاية عند والده، وفي عام 1456م في السادسة عشرة من عمره تم تعيينه مطراناً على نيقوسيا . بعد قتل الياور الملكي ياكوبو يوري في 1 أبريل 1457, حُرم من المطرانية وهرب إلى رودس على متن سفينة الكاتالوني خوان تافورس ‏. تم العفو عنه من قبل والده إلى المطرانية مرة أخرى.

## ملك قبرص
توفي والده جون الثاني عام 1458م وأصبحت أخته غير الشقيقة شارلوت ملكة قبرص، وفي عام 1460م بدعم من السلطان المملوكي المصري سيف الدين إينال أنكر جيمس حقها في العرش وحاصر زوجها في قلعة كيرينيا لثلاث سنوات، فهربت شارلوت إلى روما في عام 1463م، وتم تتويج جيمس ملكاً على قبرص.امتناناً له جعل من صديقه ومعاونه خوان تافورس كبير ياوره وخلع عليه لقب كونت طرابلس.

## نهايته وما تبعها
سعياً للدعم السياسي تزوج جيمس غيابياً من كاثرين كورنارو ذات الـ14 عاماً في 30 يوليو 1468م بالبندقية، ثم سافرت إلى قبرص وتزوجا فعلياً بفاماغوستا في أكتوبر (أو نوفمبر) 1472. تُوفي جيمس بعد بضعة أشهر من ذلك، وسط شكوك بأنه قد تم تسميمه من قبل عملاء من البندقية قد يكونوا من طرف أعمام كاثرين، ووفقاً لارادته، أصبحت كاثرين الحامل حينذاك الوصي . مات الابن جيمس الثالث في ظروف غامضة عام 1474 قبل عيد ميلاده الأول مخلفاً كاثرين الوصي على عرض قبرص وخلال عهدها كانت الجزيرة تحت سيطرة تجار البندقية. في 1489م أجبرت البندقية كاثرين على التنازل عن العرش، أصبحت قبرص مستعمرة من جمهورية البندقية حتى سيطر عليها  العثمانيون عام 1571.

## في الثقافة الشعبية
تشكل الحرب الأهلية بين جيمس الثاني (يسمى "زاكو") وأخته غير الشقيقة شارلوت الخلفية التاريخية للأحداث لرواية دوروثي دونت ‏ سلالة العقارب.